# Taibai
Taibai (en chino, 太白县; pinyin, Tàibái) es un condado  bajo la administración directa de la Prefectura Baoji en la Provincia de Shaanxi, República Popular China.  Su área es de 2711 km² y su población total para 2010 superó los 50 mil habitantes. 
Lleva el nombre del monte Taibai ubicado en su territorio.

## Administración
Desde julio de 2020, el  Condado Taibai se divide en 7 pueblos administrados en poblados.